# Karl von Thun und Hohenstein

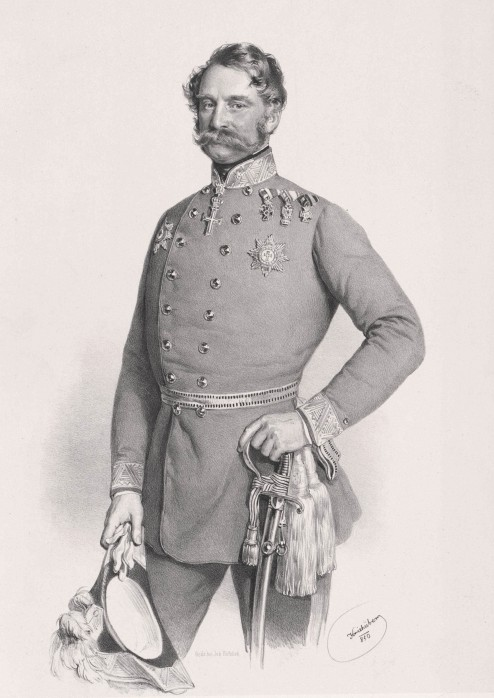
Karl von Thun und Hohenstein

Karl von Thun und Hohenstein (* 24. Jänner 1803 in Wien; † 16. Jänner 1876 in Triest) war ein österreichischer Offizier aus der Familie Thun und Hohenstein.

## Leben
Karl war ein Sohn des Landbesitzers Graf Joseph Johann Anton von Thun und Hohenstein (1767–1810) und der Gräfin Eleonore von Thun und Hohenstein, geb. Fritsch (1775–1834), und jüngerer Bruder des Politikers Joseph Matthias von Thun und Hohenstein (1794–1863).
Graf Thun begann seine militärische Karriere 1820 als Kadett bei der Kavallerie, wurde 1821 Unterleutnant, 1826 Oberleutnant und wechselte 1831 als Kapitän-Leutnant zur Infanterie. 1840 wurde er Major, im Februar 1848 Oberst und Kommandant des Infanterieregiments 3, mit dem er an praktisch allen Gefechten der Feldzüge von 1848/49 in Italien sowie als Generalmajor und Brigadier am Sommerfeldzug 1849 in Ungarn (Schlachten von Komorn und Temeswar) teilnahm. 1850 fungierte er einige Monate als Festungskommandant in Ofen (Budapest) und wurde dann in den Disponibilitätsstand versetzt, d. h. zur Disposition gestellt. 1852 als Brigadier reaktiviert, wurde er 1854 Feldmarschallleutnant und Divisionär in Troppau (Opava).
Im Feldzug von 1859 kommandierte er das zur Küstenverteidigung neu formierte 15. Armeekorps, kam aber nicht zum Einsatz. Anschließend Kommandant des VIII. Korps in Italien, war er Ende 1860 wieder zur Disposition und fungierte ab 1861 in Triest als Truppenkommandant für das Küstenland. Im August 1862 wurde er Kommandant des II. Korps und kommandierender General für Nieder- und Oberösterreich, Salzburg und die Steiermark in Wien. Im Preußisch-Österreichischen Krieg in Böhmen führte er sein Korps unter Feldzeugmeister Benedek, das im Swiepwald in schwere Kämpfe verwickelt war, gegen Preußen. Er selbst wurde in der Schlacht bei Königgrätz leicht verwundet. Danach erneut disponibel, trat er 1867 mit der Feldzeugmeister-Charge endgültig in den Ruhestand.
Karl von Thun und Hohenstein erhielt 1848 den Orden der Orden der Eisernen Krone III. Klasse und 1867 den der I. Klasse. 1849 wurde er Ritter des Leopold-Ordens. 1857 wurde er Inhaber des Infanterieregiments 29, 1859 Geheimer Rat.
Er war seit 1833 mit Johanna, geb. Freiin von Koller (1809–1891), verheiratet. Die Ehe blieb kinderlos.